# University of Tartu Press
Les Presses de l'université de Tartu, en anglais University of Tartu Press (estonien : Tartu Ülikooli Kirjastus), sont une maison d'édition universitaire estonienne, service général de l'Université de Tartu.
Elles ont pour fonction première de diffuser la recherche issue de ses écoles doctorales et des centres de recherche qui y sont associés.
Elles éditent des ouvrages universitaires et des revues scientifiques, dont la revue internationale de sémiotique, Sign Systems Studies, le Baltic Journal of Art History et la série Tartu Semiotic Library.